# Rio São Francisco
Der São Francisco ist ein 3199 Kilometer langer Fluss bzw. Strom in Brasilien. Der Rio São Francisco entspringt im Süden des Bundesstaates Minas Gerais in der Serra da Canastra und fließt durch die Bundesstaaten Bahia, Sergipe, Pernambuco und Alagoas in Richtung Südatlantik.

## Verlauf
Von seiner Quelle fließt der São Francisco hauptsächlich in nördliche Richtung durch zwei sehr große Stauseen: Três-Marias-Stausee und viel weiter nördlich Sobradinho-Stausee, danach auf der Grenze von Bahia und Pernambuco durch den Itaparica-Stausee. Danach knickt er leicht nach Südosten ab, um als Grenzfluss der kleinen brasilianischen Bundesländer Sergipe und Alagoas in den Südatlantik zu münden.

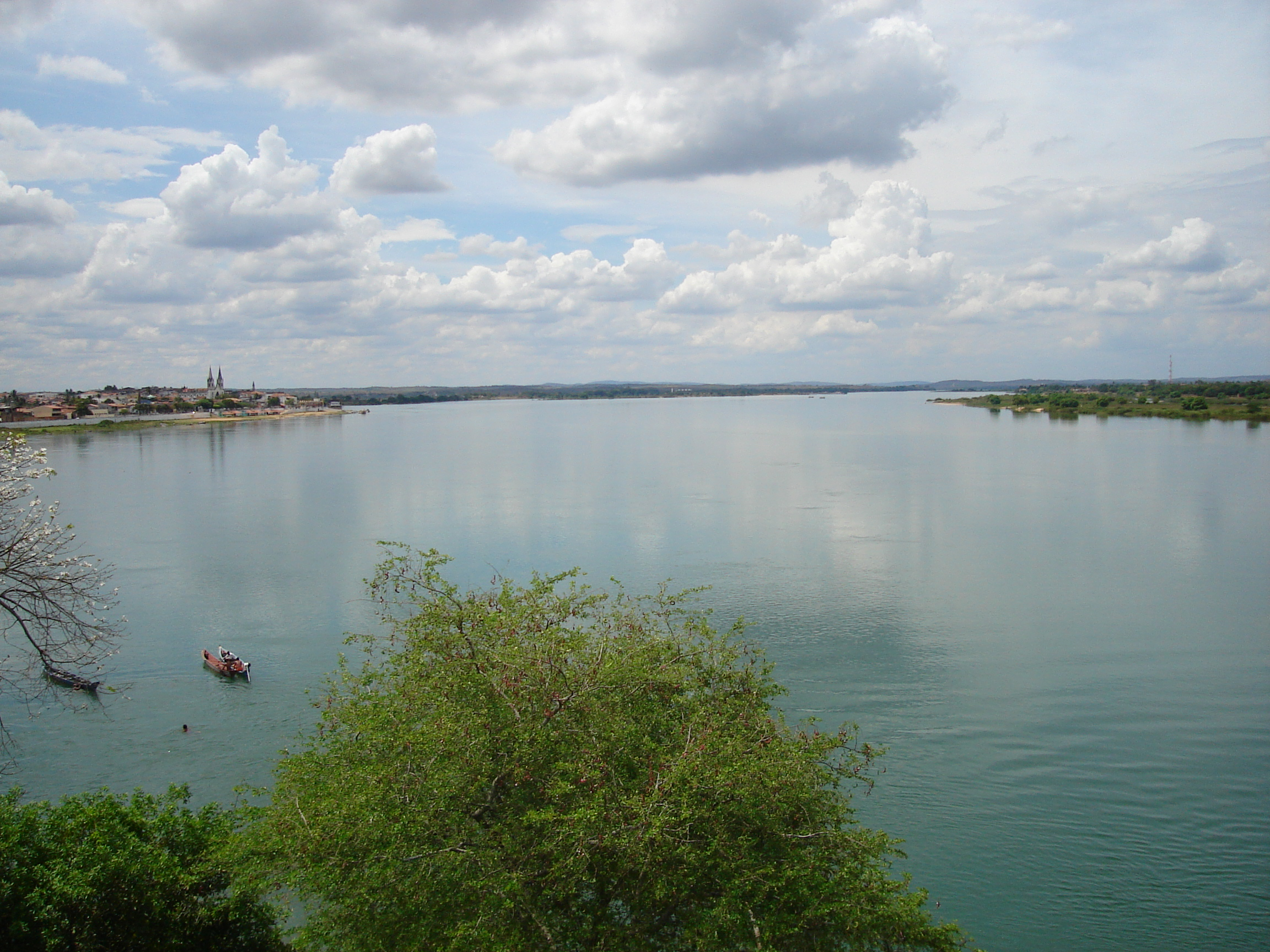
Rio São Francisco

Eröffnung der Brücke für die BR-101

Der São Francisco ist in seinem Mittellauf auf 1368 Kilometer Länge schiffbar. In der Nähe der Grenze zum Bundesstaat Bahia befinden sich die Stromschnellen von Pirapora und dort, wo der Fluss das Küstengebirge durchbricht, die Paulo-Afonso-Fälle (Cachoeira de Paulo Afonso) mit dem Paulo-Afonso-Wasserkraftkomplex und auch das Wasserkraftwerk Xingó. Dadurch ist der Unterlauf nicht schiffbar. Das Einzugsgebiet des Flusses umfasst 617.812 km².

## Geschichte
Der Fluss erhielt seinen Namen von der Mannschaft unter dem Kommando des Gonçalo Coelho auf der Entdeckungsreise entlang der brasilianischen Küste am 4. Oktober 1501, nachdem am 28. August 1501 mit dem weiter nördlich gelegenen Cabo de Santo Agostinho erstmals brasilianisches Land gesichtet wurde. Im Dezember 1972 wurde die in Küstennähe bei Propriá befindliche Brücke für die BR-101 eröffnet.

## Überleitung des Flusses
Die brasilianische Bundesregierung baut derzeit zwei Kanalsysteme, durch die Wasser aus dem Rio São Francisco nach Norden und Nordosten übergeleitet werden soll, um die Wasserversorgung im Süden des dürregeplagten Nordosten Brasiliens zu verbessern. Die Ostachse (Eixo Leste) wurde 2018 fertiggestellt, die Nordachse (Eixo Norte) 2020. Weitere Kanäle sind im Bau (Stand 2021).
Das Projekt war lange umstritten; immer wieder gab es Proteste der Betroffenen. Auch in Deutschland bekanntgeworden ist der Hungerstreik des Bischofs von Barra, Dom Frei Luiz Cappio, im Jahr 2007.